# 西川光一
西川 光一（にしかわ こういち、1964年（昭和39年）10月13日 - ）は日本の実業家。パーク24株式会社の代表取締役社長、ドライバーズネット株式会社代表。

## 来歴
東京都生まれ。1989年（平成元年）国士舘大学政経学部 を卒業後、アマダを経て1993年（平成5年）11月にパーク24へ入社。2004年（平成16年）1月、パーク24の創業者である父・西川清 の跡を継ぎ、同社の代表取締役社長に就任。

## 馬主活動

西川の勝負服

父の西川清、母の西川恭子 と同じく日本中央競馬会 (JRA) の馬主である。勝負服の柄は黄、黒襷、黒袖で父の勝負服を引き継いでいる（父の生前は黄、黒襷、黒袖赤一本輪を使用）。冠名も父と同じく「カフェ」。
2003年（平成15年）、初の所有馬であるカフェヴィンセントがデビュー戦の新馬戦に勝利した。2005年（平成17年）7月、父の死去にともない所有馬を引き継ぐ。

## 主な所有馬

### GI級競走優勝馬
- カフェファラオ（2020年ユニコーンステークス、シリウスステークス、2021年フェブラリーステークス、マイルチャンピオンシップ南部杯、2022年フェブラリーステークス）[4]

### 重賞競走優勝馬
- アロマカフェ（2010年ラジオNIKKEI賞）
- カフェブリリアント（2015年阪神牝馬ステークス）[5]
- メモリアカフェ（2025年関東オークス）

### その他の所有馬
- プレシャスカフェ（名義変更後未勝利）
- タイガーカフェ（2007年エイプリルステークス）
- カフェオリンポス（2006年コーラルステークス、トパーズステークス）

## テレビ出演
- 日経スペシャル カンブリア宮殿 進化が"止まらない"！ 知られざる駐車場ビジネス（2014年8月7日、テレビ東京）[6]